# 山中信直
山中 信直（やまなか のぶなお）は、戦国時代から安土桃山時代にかけての武将。

## 生涯
永正8年（1511年）、出雲国の戦国大名尼子氏の家臣・山中勝重または山中貞幸の次男として誕生。
弱冠にして家を辞して諸国を遍歴して、摂津国伊丹に到り、茨木城主・中川清秀と交わり、その推挙により伊丹有岡城主・荒木村重に仕えた。村重よりその忠勤を賞せられ、信国の銘刀と抱鯱紋所をの陣幕を授かったため、以降は名を信直と改めた。ところが永禄初年頃に至り、主君・荒木村重に奢侈催行があったために、これを諫めたがきかれず、遂に致仕。
以降は喜楽と号して鴻池村に閑居して悠々余生を送り、天正7年（1579年）に病死したといわれる。墓所について、系図には「山中喜楽斉 摂津国川辺郡清澄寺葬」と記されてあるが現在は見当たらず、大阪市中央区中寺町2丁目の顕孝庵（曹洞宗）に1764年（明和元年）に住職によって建立された山中信直夫妻の供養塔が境内墓地に残されてあり、その供養塔には、山中信直の没年日を永禄8年（1565年）8月16日歿と刻まれてあるが、これは誤りである。
なお、甥・山中幸盛の子で豪商・鴻池家始祖となった山中幸元を養ったといわれているが、詳しいことは不明である。